# Chiesa del Santissimo Salvatore (Castroreale)
La chiesa del Santissimo Salvatore è un edificio ubicato nel cuore della primitiva «Giudecca» di Castroreale, adiacente a piazza Pertini e Palazzo Peculio. Appartenente all'arcidiocesi di Messina-Lipari-Santa Lucia del Mela, vicariato di Barcellona Pozzo di Gotto sotto il patrocinio di San Sebastiano, arcipretura di Castroreale. Oggi la struttura è adibita ad auditorium.

## Storia

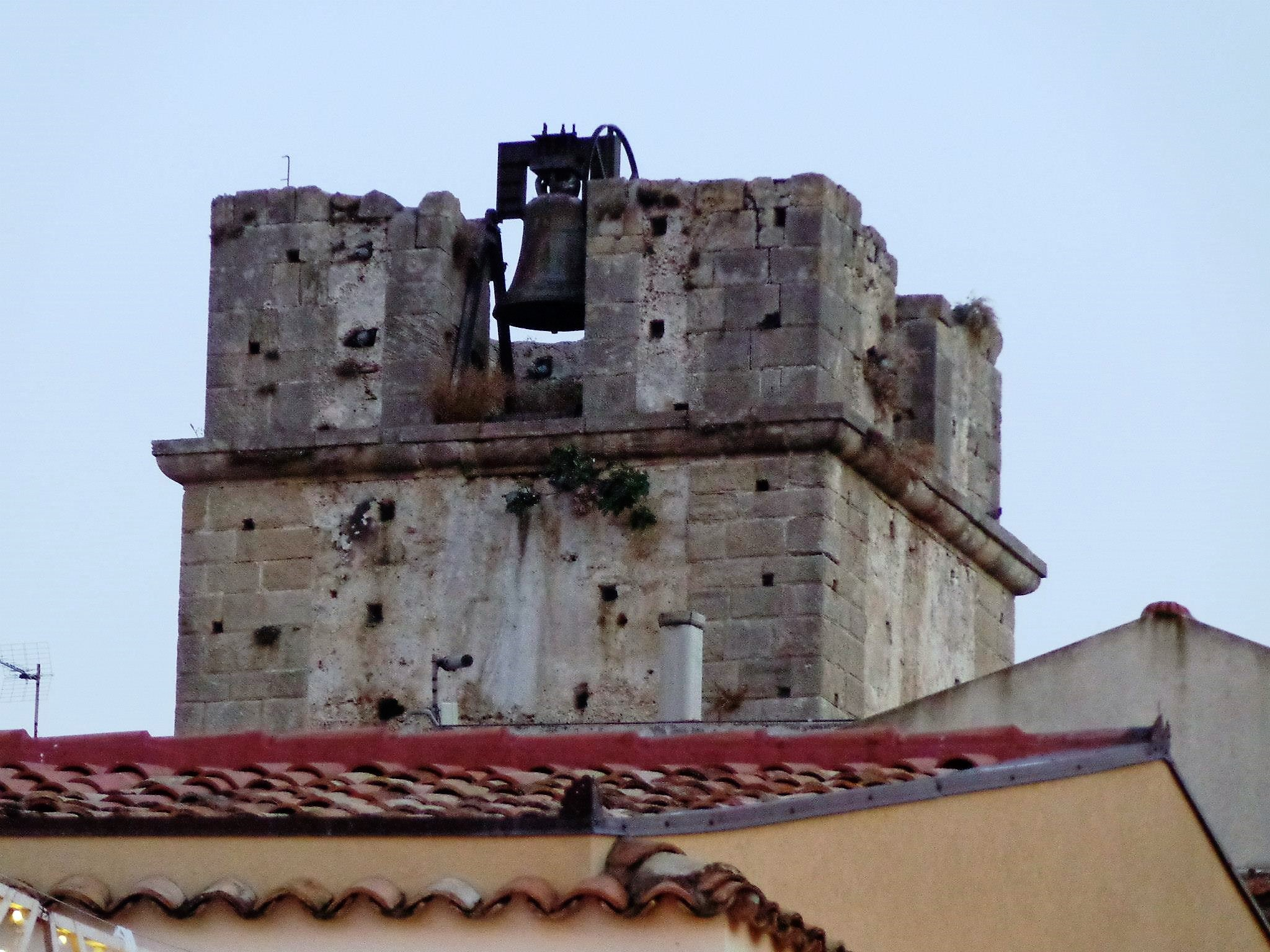
Cella campanaria.

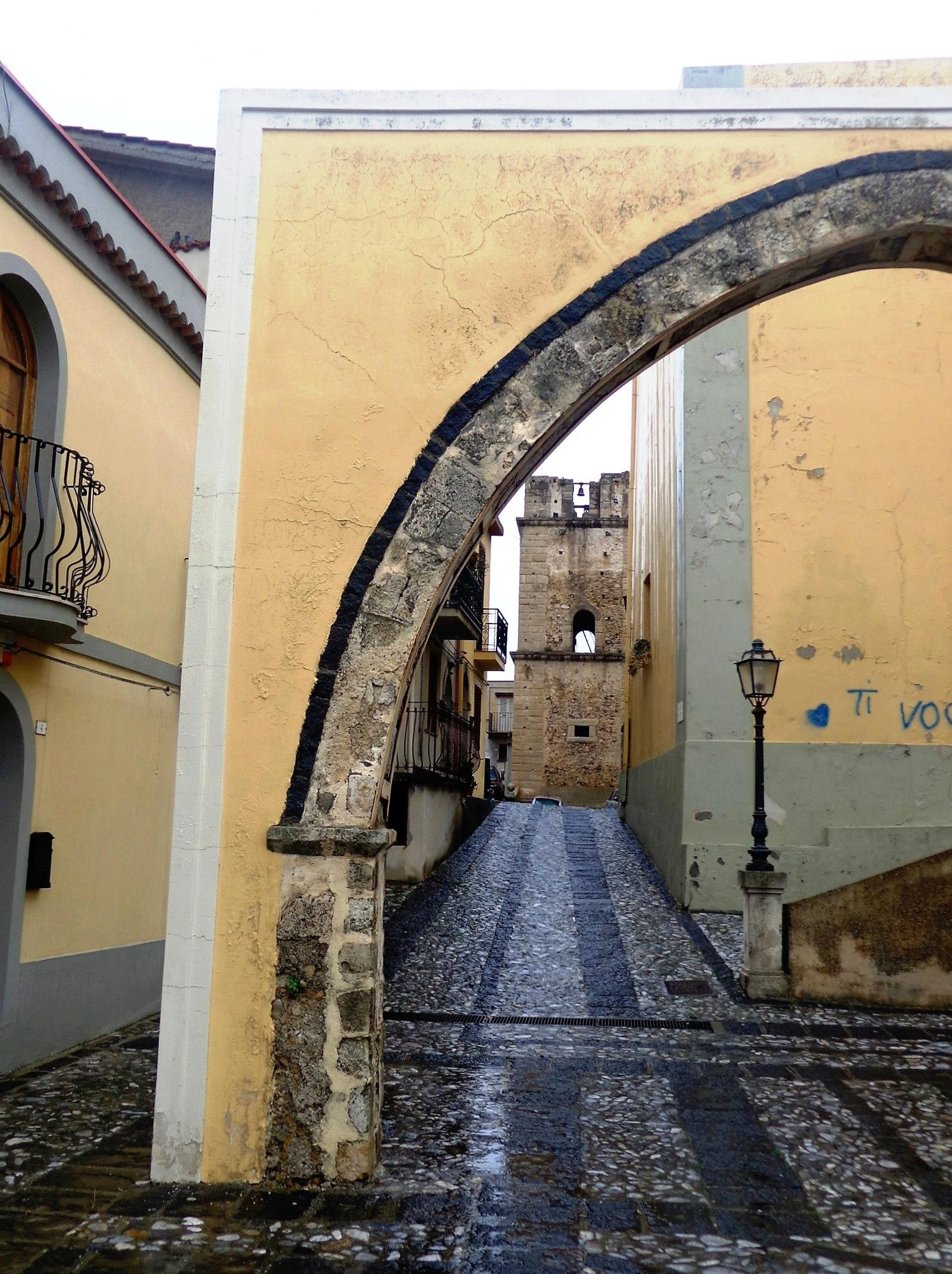
Campanile ed elementi architettonici della primitiva Giudecca.

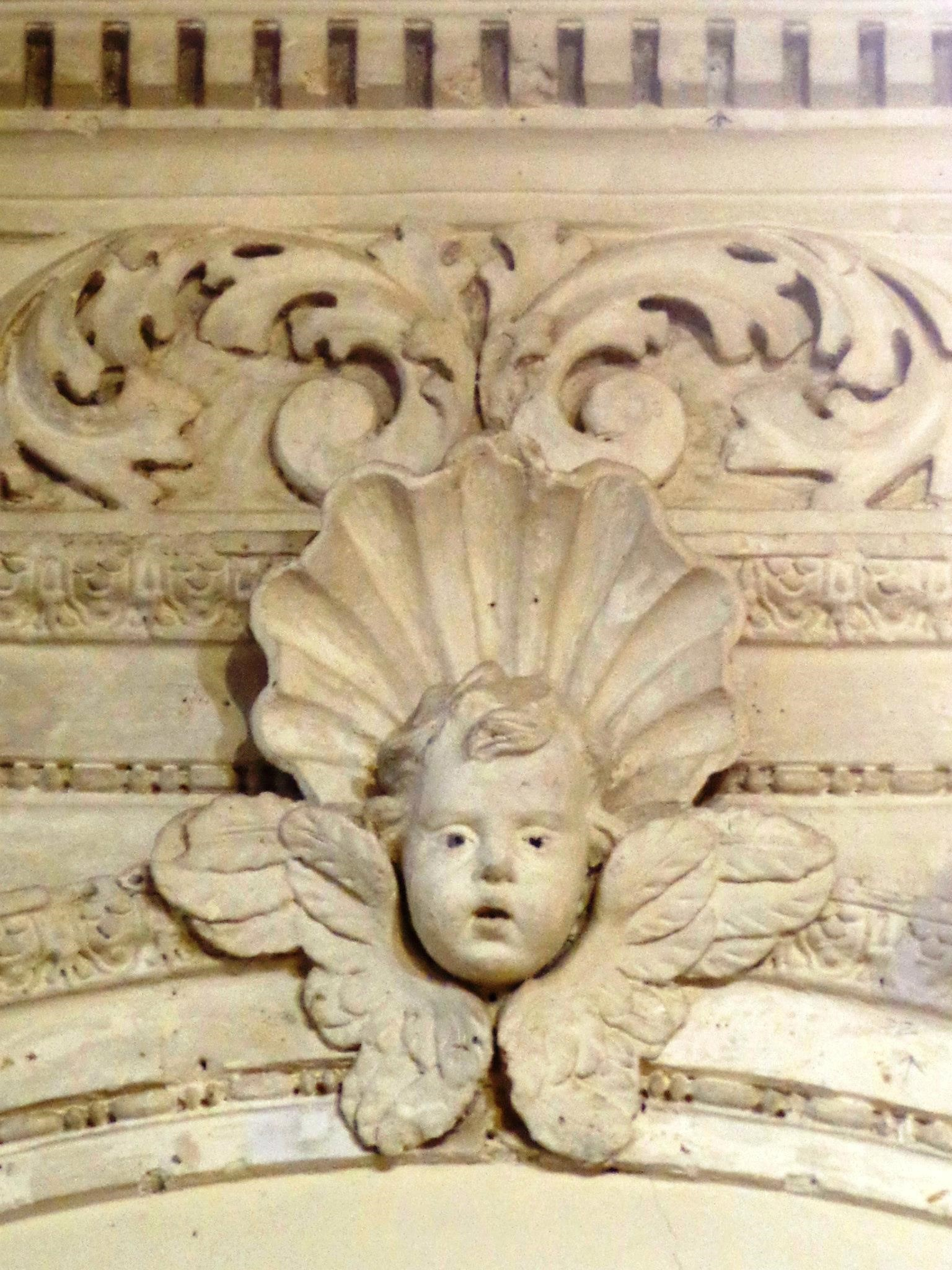
Apparato decorativo in stucco, dettaglio.

L'edificio del XV secolo sorge nel cuore del quartiere ebraico o Giudecca sulla piazza a ridosso l'altura dominata dalla torre federiciana. La struttura fu ingrandita e l'interno ornato di stucchi barocchi negli ultimi anni del XVII secolo.
Il portale archiacuto sulla facciata è l'elemento architettonico più notevole dell'assetto originario.
Il terremoto del Golfo di Patti del 1978 danneggiò gravemente le strutture. Durante i lavori di consolidamento è stato rinvenuto del rivestimento tardo seicentesco, un brano della decorazione lapidea cinquecentesca di uno degli altari della parete destra. La chiesa è in fase di restauro.

## Dedicazioni e titoli
Nell'edificio sacro è attestato il culto di:
- Tutti i Santi, celebrato col dipinto su tavola raffigurante la glorificazione della Chiesa Trionfante,[2] opera trasferita nel duomo di Santa Maria Assunta.
- San Giovanni Battista, celebrazione del battesimo e della rinascita attraverso la realizzazione di una statua marmorea del 1568.[2] Opera inizialmente attribuita a Andrea Calamech, recentemente a Giovanni Battista d'Auria del 1568. Manufatto trasferito nella chiesa della Candelora.
  - Altare di San Giovanni Battista.[3] Il paliotto del 1754 realizzato dall'artista barcellonese Melchiorre Greco oggi costituisce l'altare versus populum del transetto del duomo di Santa Maria Assunta.
- San Paolo Apostolo, celebrazione della Conversione alla fede in Cristo. Dipinto su tavola raffigurante la Conversione di San Paolo del XVI secolo, trasferito su tela ed esposto nel Museo civico.[2]
- Madonna del Rosario, d'introduzione e ispirazione dovuta alla predicazione domenicana, la cui divulgazione avviene dopo la vittoria dell'armata cristiana nella Battaglia di Lepanto. Dipinto del XVI secolo attribuito alla corrente di Antonello Riccio, opera esposta nel Museo civico.[2]
- San Pietro Martire, predicatore dell'Ordine domenicano, inquisitore e martellatore degli eretici. Statua lignea trafugata.[2]
- San Tommaso d'Aquino, celebratore della Conversione alla fede in Cristo. Dipinto. Statua lignea trafugata.[2]
- Madonna della Catena. Una cappella con questo titolo è documentata nel 1573 ubicata nel coro della chiesa.[2] Ambiente patrocinato e destinato a sepolture dei componenti della famiglia Terranova.
  - Nella Cappella è documentato un altare dedicato ai Santi Filippo e Giacomo. Atti successivi aggregano l'ambiente ora all'Altare della Visitazione, ora all'Altare del Rosario.[4]
- 1575 c., Immacolata Concezione raffigurata tra San Sebastiano e San Rocco, opera custodita nel Museo civico.[1]
- 1587, San Leonardo da Porto Maurizio, dipinto su tavola, opera di Antonello Riccio custodita nella Pinacoteca di Santa Maria degli Angeli.[5]

## Campanile
Staccato dalle strutture, ma immediatamente adiacente, si innalza il massiccio campanile di sezione quadrangolare dal severo aspetto di torre, un'incisione su un concio indica l'anno di costruzione del 1560. Caratterizzato da un massiccio basamento con poderosi cantonali in conci dai quali dipartono le nervature verticali (paraste angolari convesse), articolato su due ordini presenta la sommitale cella campanaria scoperta.
- 1601, Campana, manufatto bronzeo denominato mezzana, opera di Domenico Crimi.[6]

## Galleria d'immagini

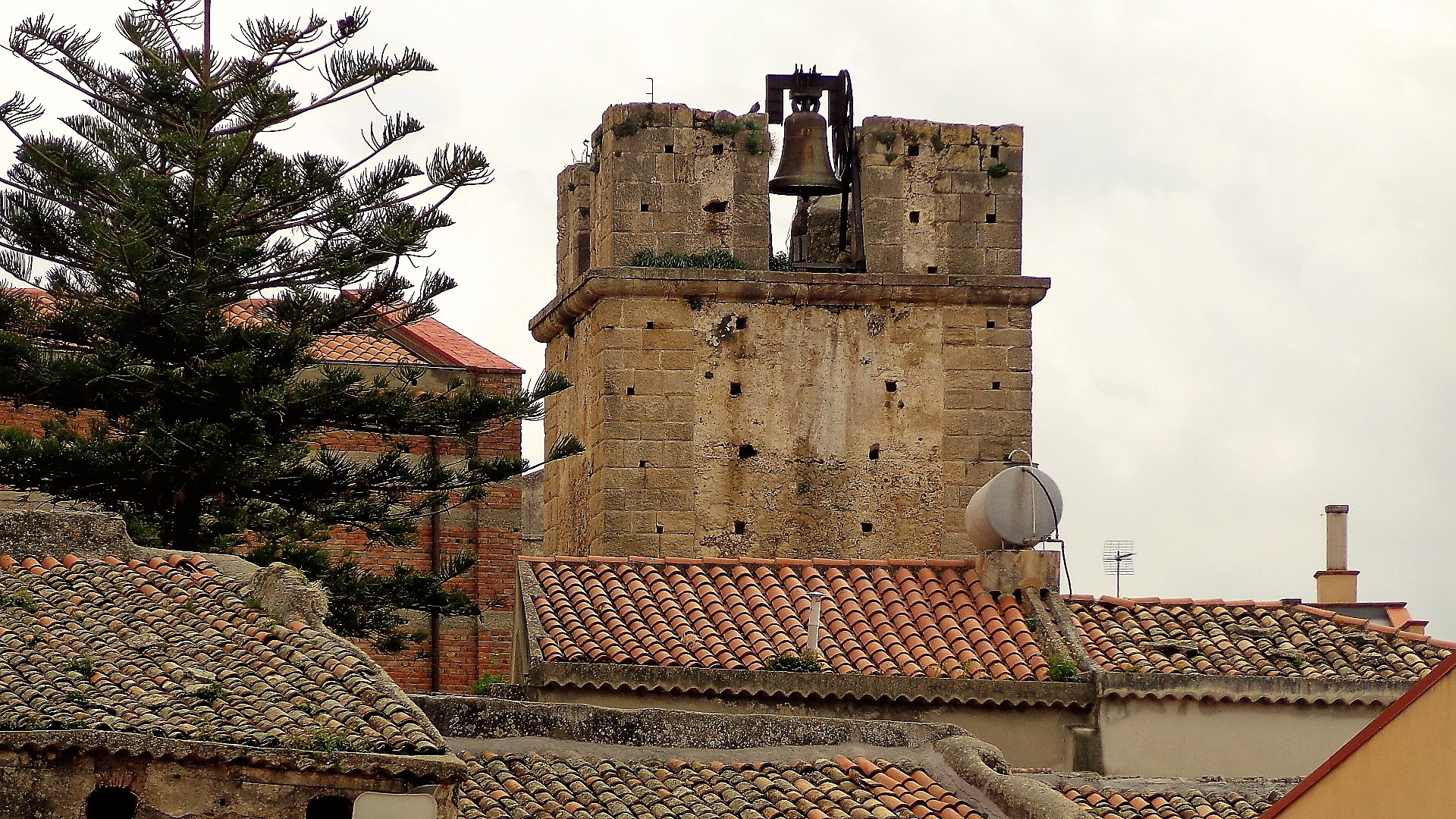
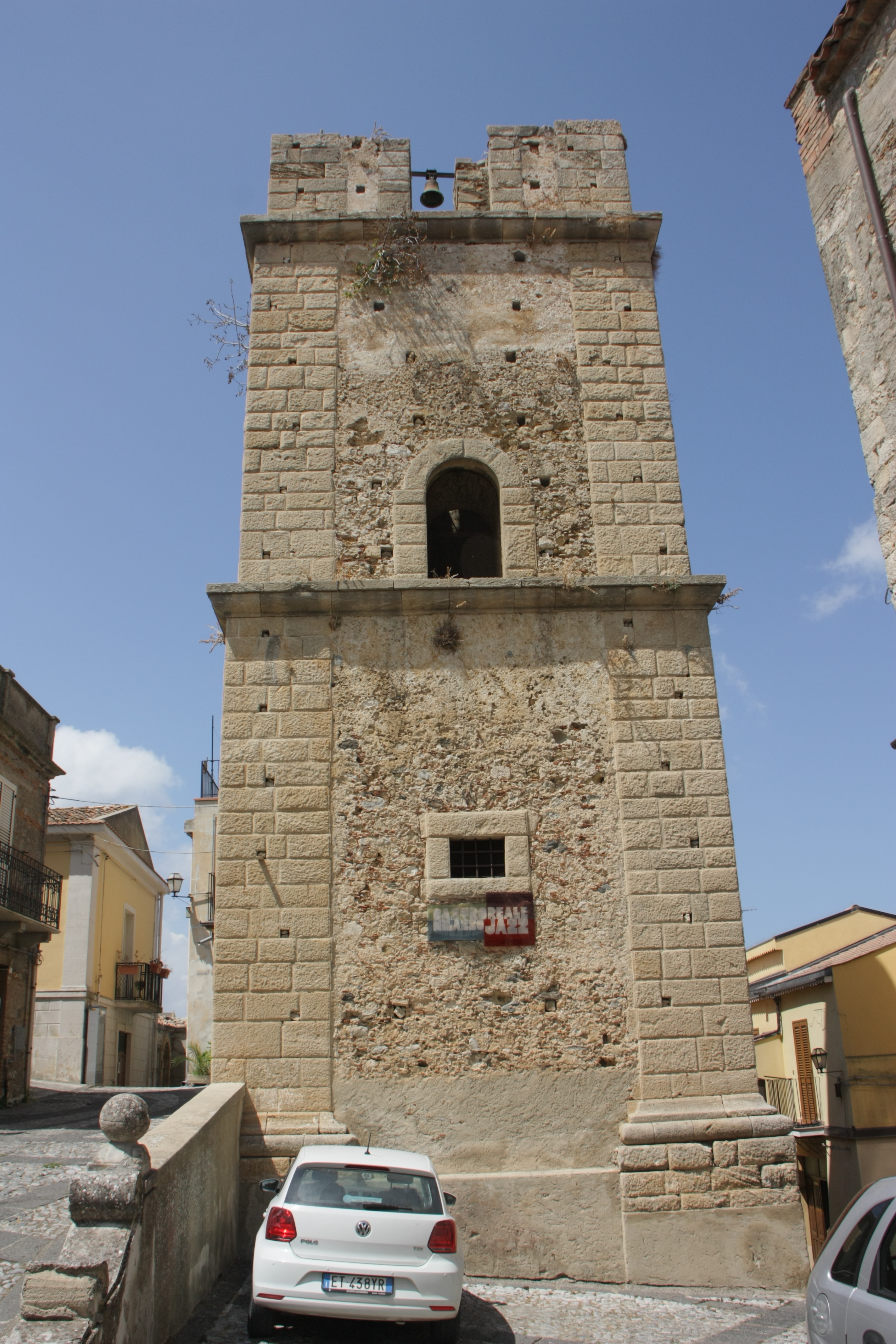
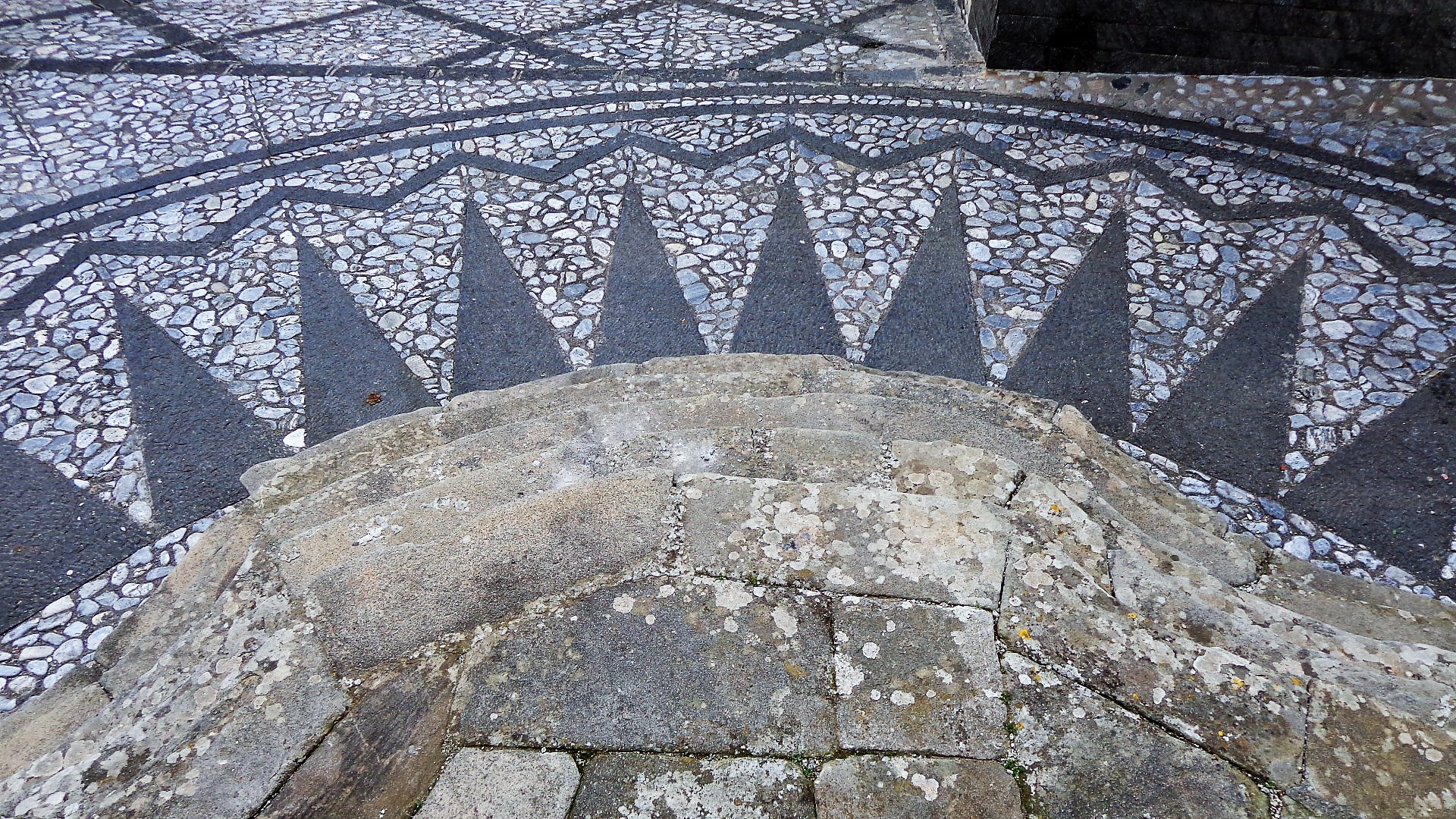
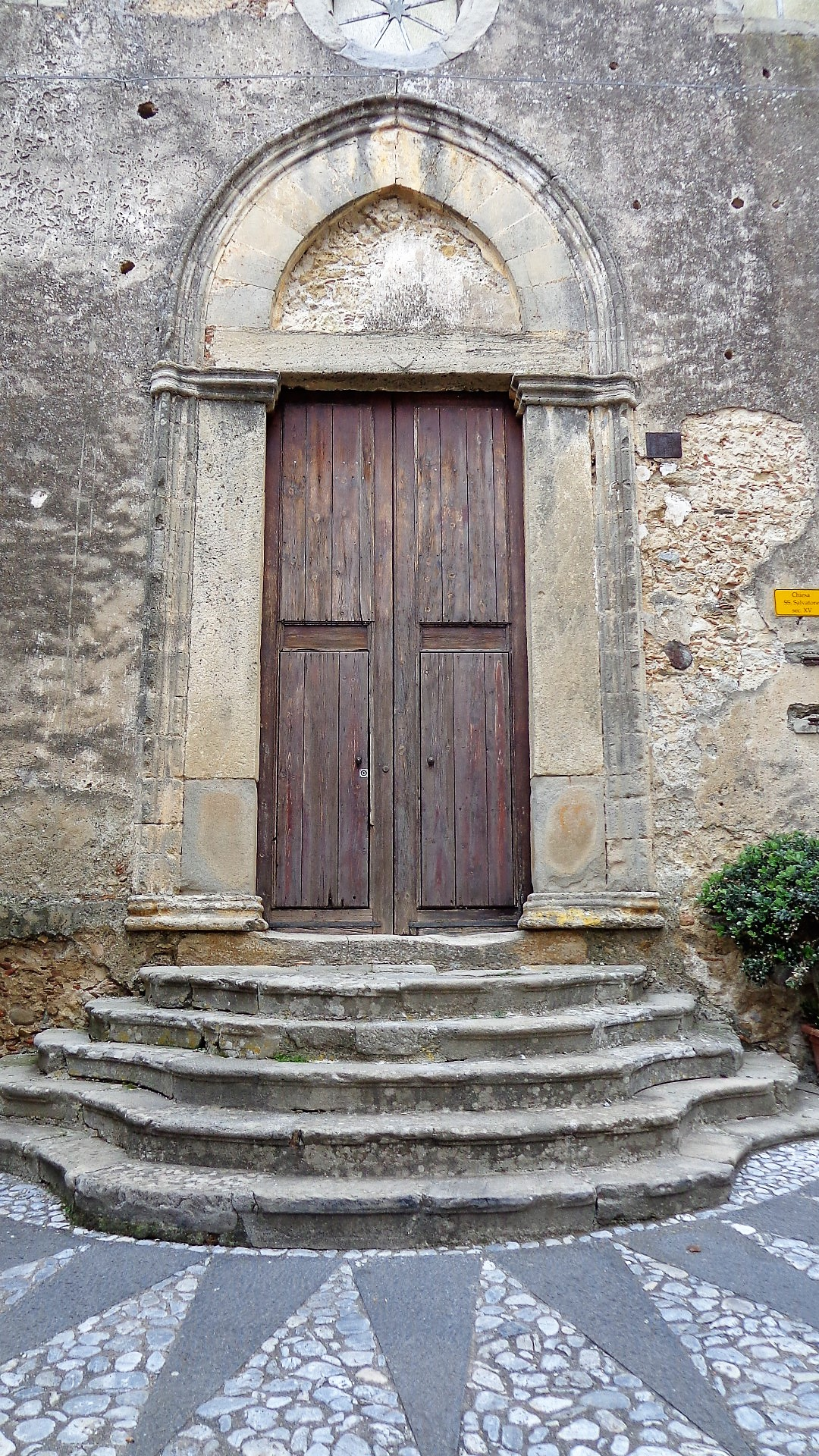
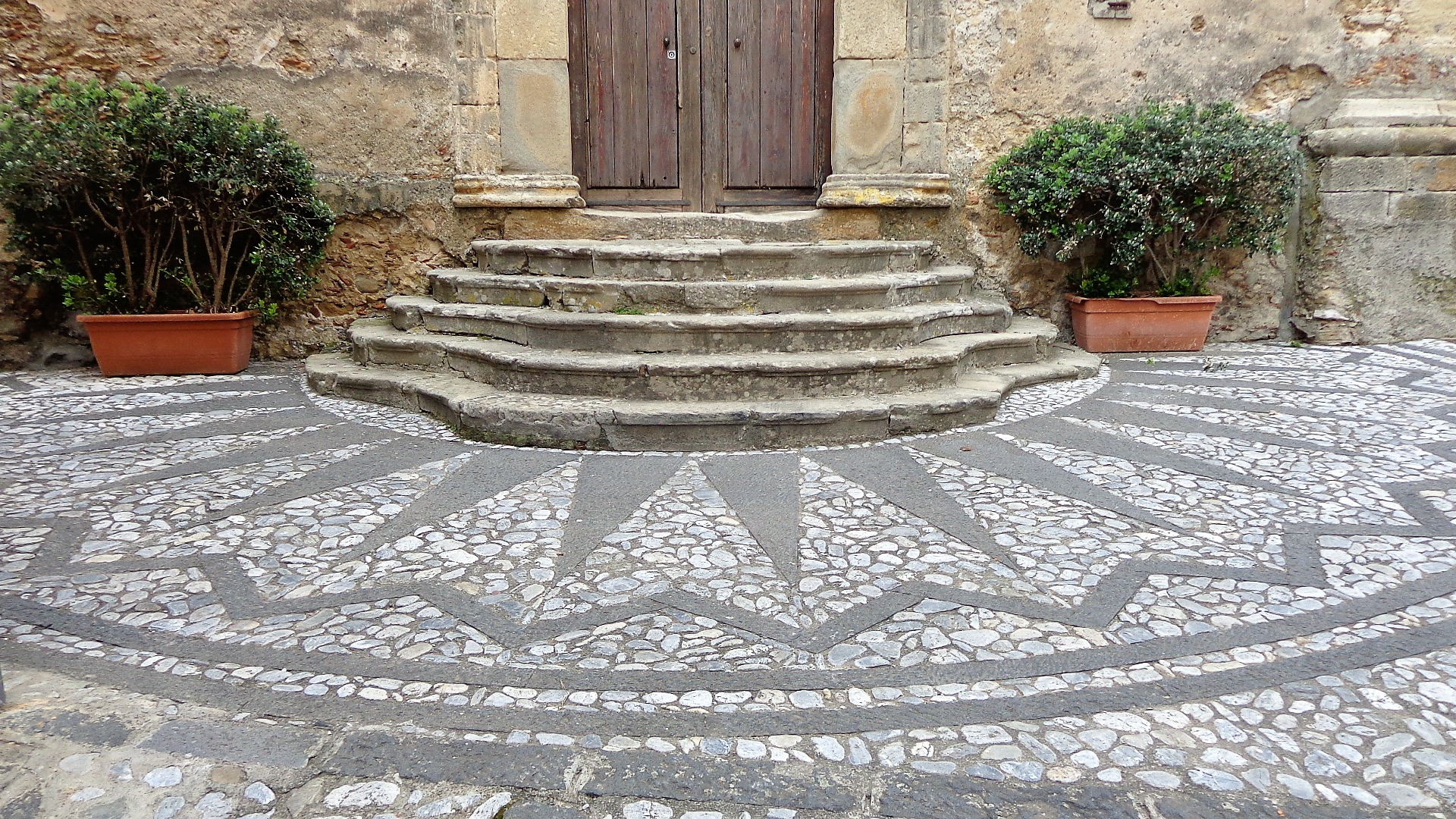
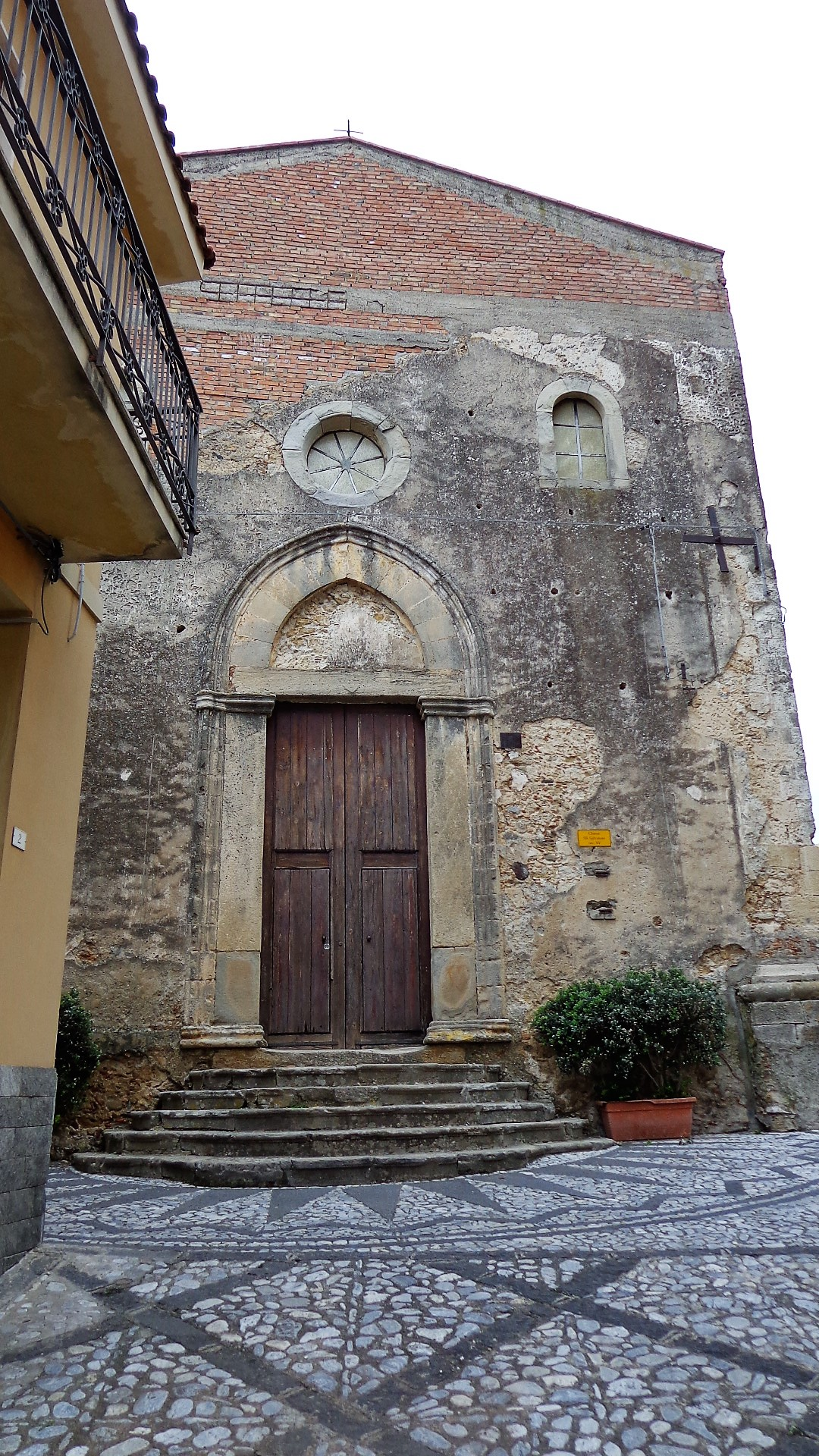
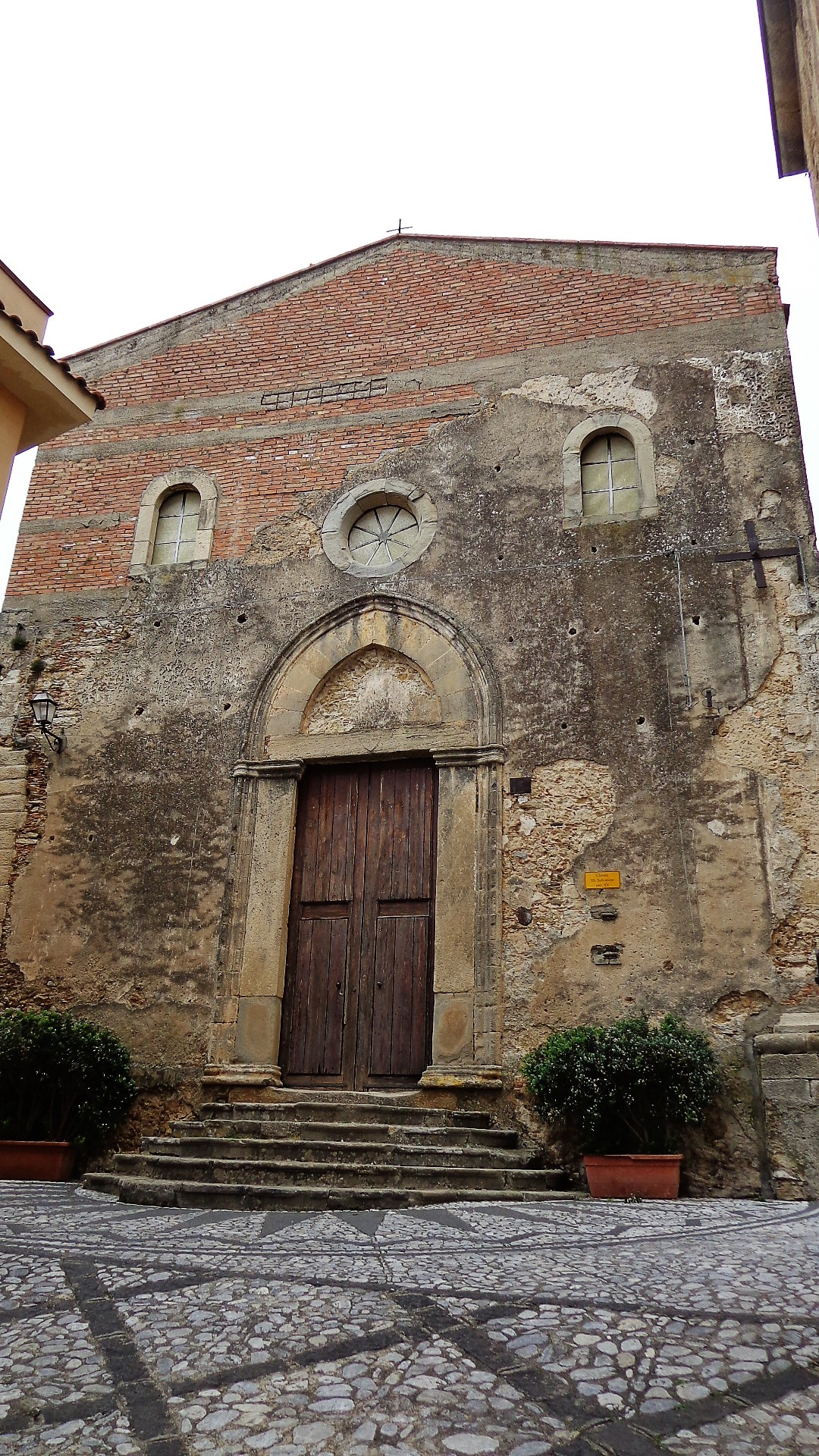

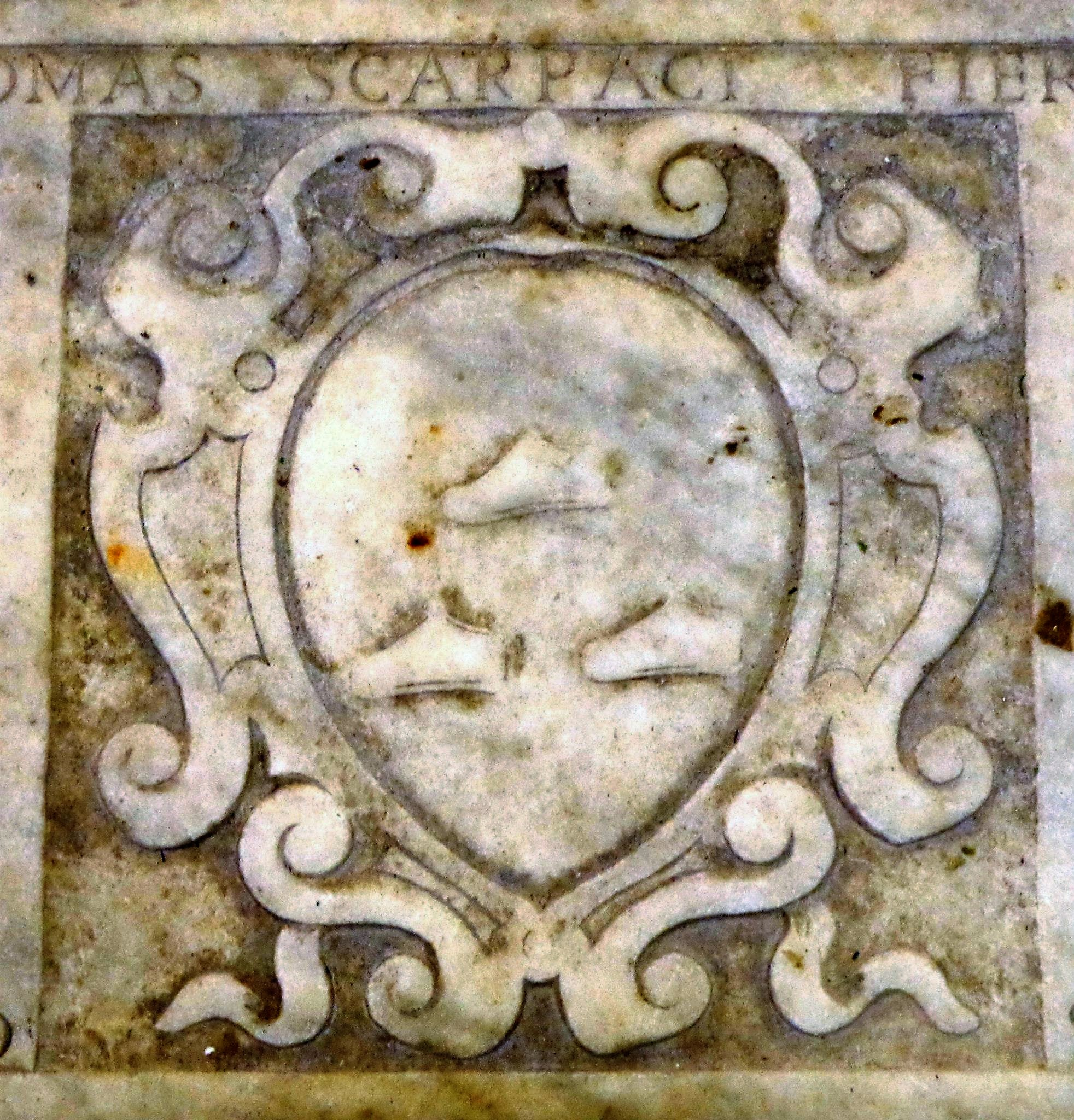
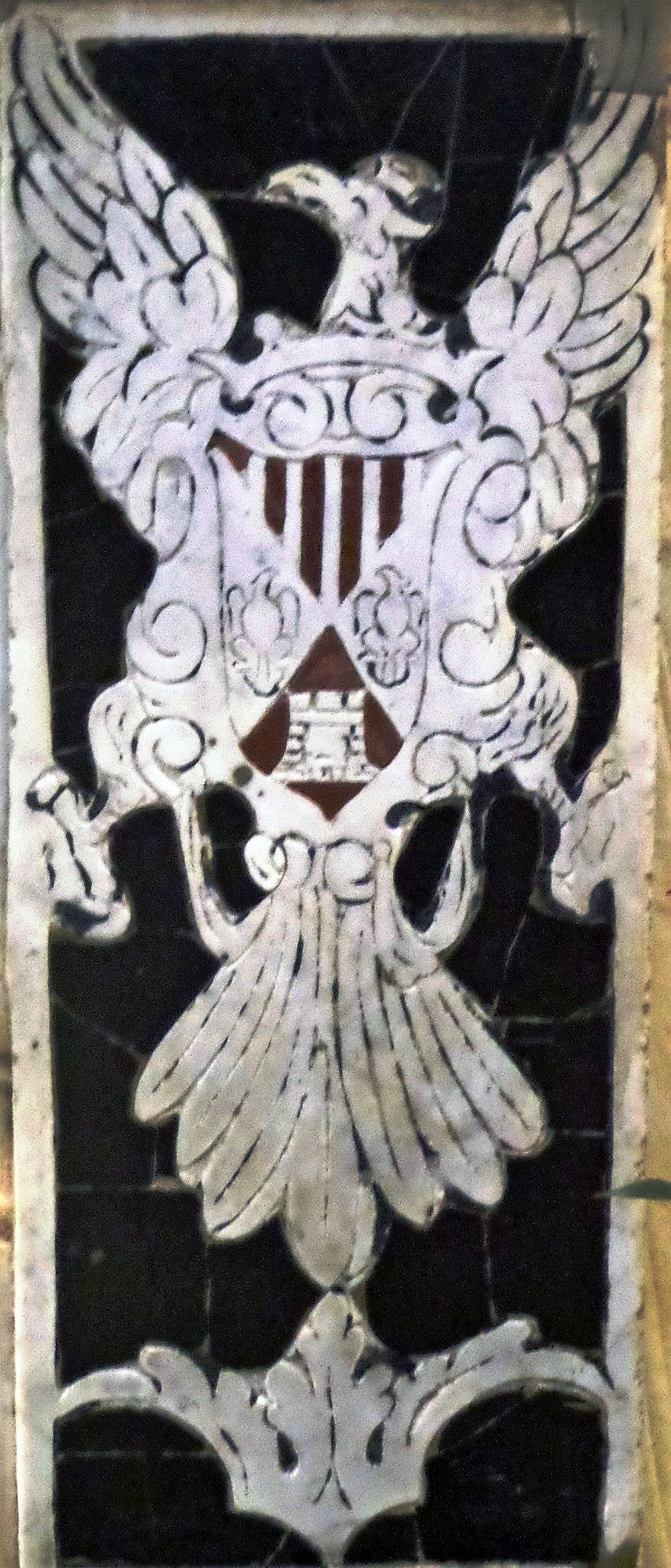
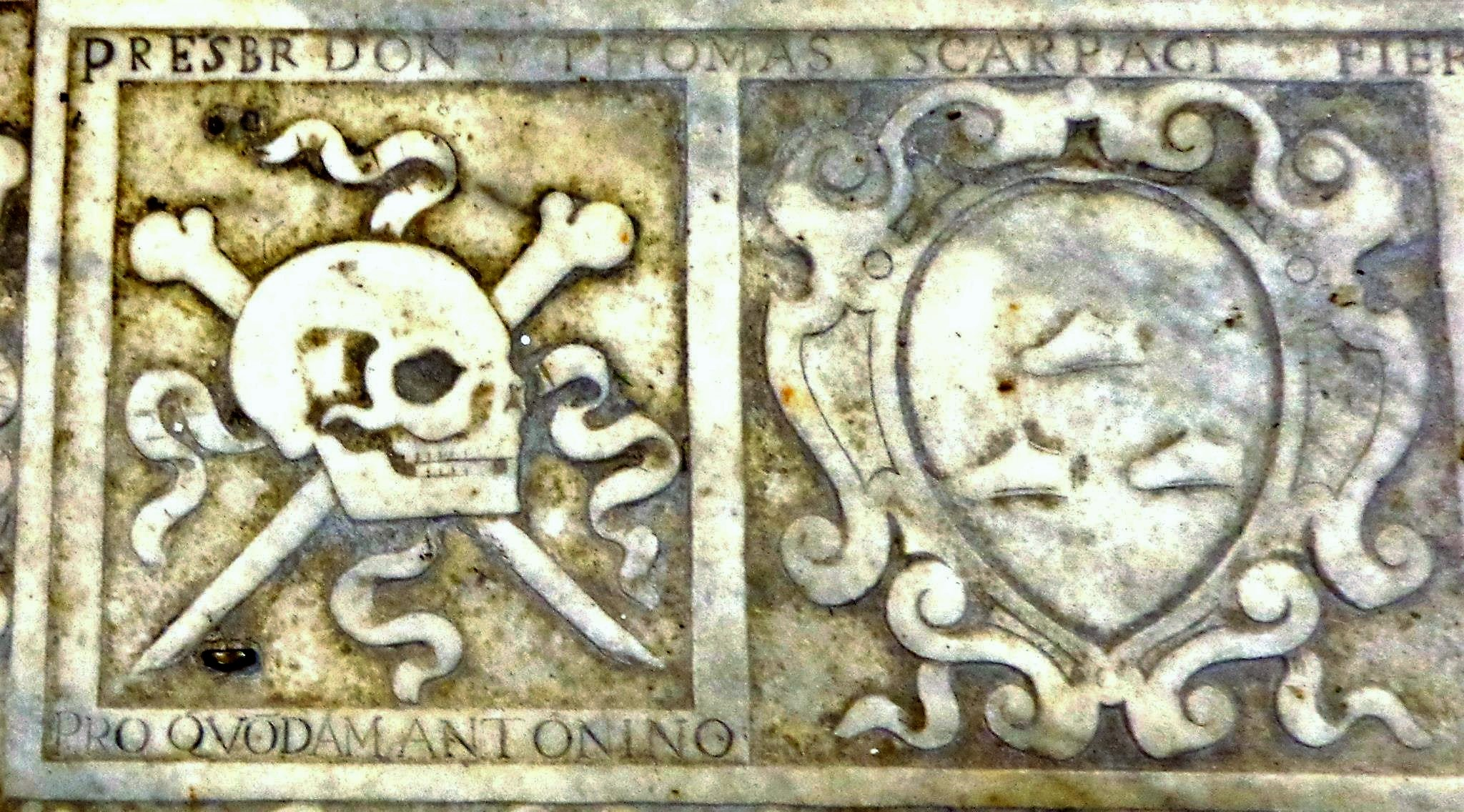